# Смарт-закон
Смарт-закон (англ. smart law — умный закон) — понятие связанное с блокчейном и смарт-контрактом. Смарт-закон обеспечивает юридическую значимость смарт-контрактам. Смарт-законы содержат условия и ограничения законодательства государства, призваны проверить не противоречит ли выполнение смарт-контракта законам страны, т.е. по сути, выполняют роль законов в блокчейне. Смарт-закон может проверять наличие любых лицензий, разрешений и выполнение любых других условий, необходимых для смарт-контракта, что делает возможным использовать его в любых сделках. Термин "смарт-закон" ввел в 2017 году Александр Болдачев 

## Принцип работы
Технология блокчейн гарантирует сохранность любых совершенных до текущего момента транзакций — возможность изменить даже бит в подписанном блоке практически исключена. Но можно внести изменение в состояние реестра, используя последующие транзакции. Корректно это сделать возможно только при одном условии: процедура этих изменений должна быть изначально предусмотрена правилами-законами сети. Если в самом блокчейне прописать законы государства, блокчен сможет самостоятельно проверить отвечает ли смарт-контракт законам государства.